# Jo Libeer
Jo (Jozef) Libeer (28 juli 1955) is onafhankelijk bedrijfsadviseur. Alvorens hij gedelegeerd bestuurder van de Design Biennale Interieur Kortrijk werd, was hij Gedelegeerd Bestuurder van de Vlaamse Werkgeversorganisatie Voka, Vlaams netwerk van ondernemingen.

## Levensloop
Jo Libeer studeerde rechten aan de KULAK en de Katholieke Universiteit Leuven en volgde vervolgens een postgraduaat Internationale Betrekkingen in Frankrijk.
Jo Libeer startte zijn loopbaan in 1980 bij het Ministerie van Buitenlandse Zaken, waar hij actief was bij de directie van de Buitenlandse Economische Dienst. In 1984 werd hij directeur van de Kamer voor Handel en Nijverheid in Kortrijk. In 2002 werd Libeer gedelegeerd bestuurder van Voka - Kamer van Koophandel West-Vlaanderen. Zeven jaar later maakte hij de stap naar het nationale niveau en werd hij algemeen directeur van Vlaams Netwerk van Ondernemingen (Voka). In 2011 werd hij er gedelegeerd bestuurder. 
In juli 2015 gaf hij de fakkel door aan Hans Maertens. In dat jaar werd hij aangesteld als CEO van de Kortrijkse Internationale Biënnale Interieur. Tijdens de gemeenteraadsverkiezingen van 2018 stelde hij zich kandidaat voor CD&V in zijn thuisstad Wevelgem, waar hij begin 2019 voorzitter van de gemeenteraad werd.
Libeer lanceerde in West-Vlaanderen het tijdschrift Ondernemers (1984) en is medestichter van de Vereniging voor Economische en Regionale Activering in 1985. Daarnaast staat Libeer aan de wieg van het BLCC, het Business Language and Communication Centre (sinds 1922) en van 'Bedrijven Contactdagen', een contactenbeurs voor ondernemers (sinds 1988). Naast zijn werk voor Voka is Libeer ook actief als voorzitter van Festival van Vlaanderen-Kortrijk en als bestuurder van Kortrijk Xpo, de KULAK en het Concertgebouw in Brugge. Jo Libeer is de vader van musicus Julien Libeer.